# Kryve Ozero (huyện)
Huyện Kryve Ozero (tiếng Ukraina: Кривоозерський район, chuyển tự: Kryve Ozeros’kyi raion) là một huyện của tỉnh Mykolaiv thuộc Ukraina. Huyện Kryve Ozero có diện tích 814 km², dân số theo điều tra dân số ngày 5 tháng 12 năm 2001 là 28494 người với mật độ 35 người/km2. Trung tâm huyện nằm ở Kryve Ozero.